# 哈代拉
哈代拉是以色列海法区的一座城市。哈代拉于1891年由来自立陶宛和拉脫維亞的犹太复国主义组织锡安之爱的成员建立。截至1948年，它已發展成為一個居住著11,800人的区域中心。1952年，以色列賦予哈代拉城市地位，哈代拉市政當局的管辖面积为53,000杜纳亩。

## 友好城市
- 美国北卡罗来纳州夏洛特
- 荷兰哈伦
- 德国国名纽伦堡
- 美国明尼苏达州圣保罗